# Libohova
Libohova este un oraș din Albania.
1. 1 2  GeoNames